# Vašarovići
Vašarovići su naseljeno mjesto u gradu Ljubuškom, Federacija BiH, BiH.

## Zemljopisni položaj i značajke
Vašarovići sa sjevera graniče s Grabom i Grabovnikom, s juga s Prologom, s istoka s Lisicama, a sa zapada s Grabom. Površina mjesta je 577 ha, najviša kota 88 m, a najniža 59 m. Čini ih sedam zaselaka: Dubrava, Granići, Lauci, Lošče, Matijaševići, Puljići i Vinine. Crkveno pripadaju župi Veljaci osim zaseoka Lošče koji pripada župi Humac. Zaštitnik naselja je sv. Stjepan Prvomučenik.

## Stanovništvo

### Popisi 1971. – 1991.
| Vašarovići         |              |              |            |
| godina popisa      | 1991.        | 1981.        | 1971.      |
| Hrvati             | 964 (99,38%) | 983 (99,29%) | 957 (100%) |
| Muslimani          | 0            | 0            | 0          |
| Srbi               | 0            | 0            | 0          |
| Jugoslaveni        | 1 (0,10%)    | 4 (0,40%)    | 0          |
| ostali i nepoznato | 5 (0,51%)    | 3 (0,30%)    | 0          |
| ukupno             | 970          | 990          | 957        |

### Popis 2013.
| Vašarovići         |              |
| godina popisa      | 2013.        |
| Hrvati             | 799 (99,75%) |
| Srbi               | 0            |
| Bošnjaci           | 0            |
| ostali i nepoznato | 2 (0,25%)    |
| ukupno             | 801          |

## Povijest
Na više lokaliteta (Kašinovača, Dubrava, Matijaševići i dr,) mogu se pronaći kamene gomile iz brončanoga i željeznoga doba na osnovu kojih se može zaključiti da su Vašarovići bili naseljeni u pretpovijesno doba. Ne postoje poznati nalazi iz antike i srednjeg vijeka, a događaje iz osmanskog vremena zbog šturih izvora teško je rekonstruirati. Za vrijeme Austro-Ugarske počinje razvoj ponajprije poljodjelstva, a izgrađen je sustav cesta, mostova i kanal. Preko Vašarovića prolazila je makadamska cesta iz Teskere i Lisica prema Grabu i Orahovlju, a preko Mlada-Trebižata su sagrađeni Otunjski i Crvengrmski mostovi.
U popisu 1768. biskupa fra Marijana Bogdanovića Vassarovichi imaju 58 žitelja, 43 odraslih i 15 djece
(navode se izvorni latinizirani oblici, s brojem odraslih i brojem djece): Arstich Antonius 6, 3; Arstich Matthaeus 5, 2; Granich Joannes 8, 2; Lauzovich Elias 7, 3; Matihassevich Georgius 6, 1; Nosich Andreas 4, 0; Rausovglevich Michael 7, 4.

## Obrazovanje
- Područna škola Osnovne škole Ivane Brlić Mažuranić iz Ljubuškog

## Kultura
- HKUD Vašarovići, s prekidima djeluje od 1948.

## Poznate osobe
- Pavao Vegar,  hrvatski politički emigrant i revolucionar